# Hoa màu

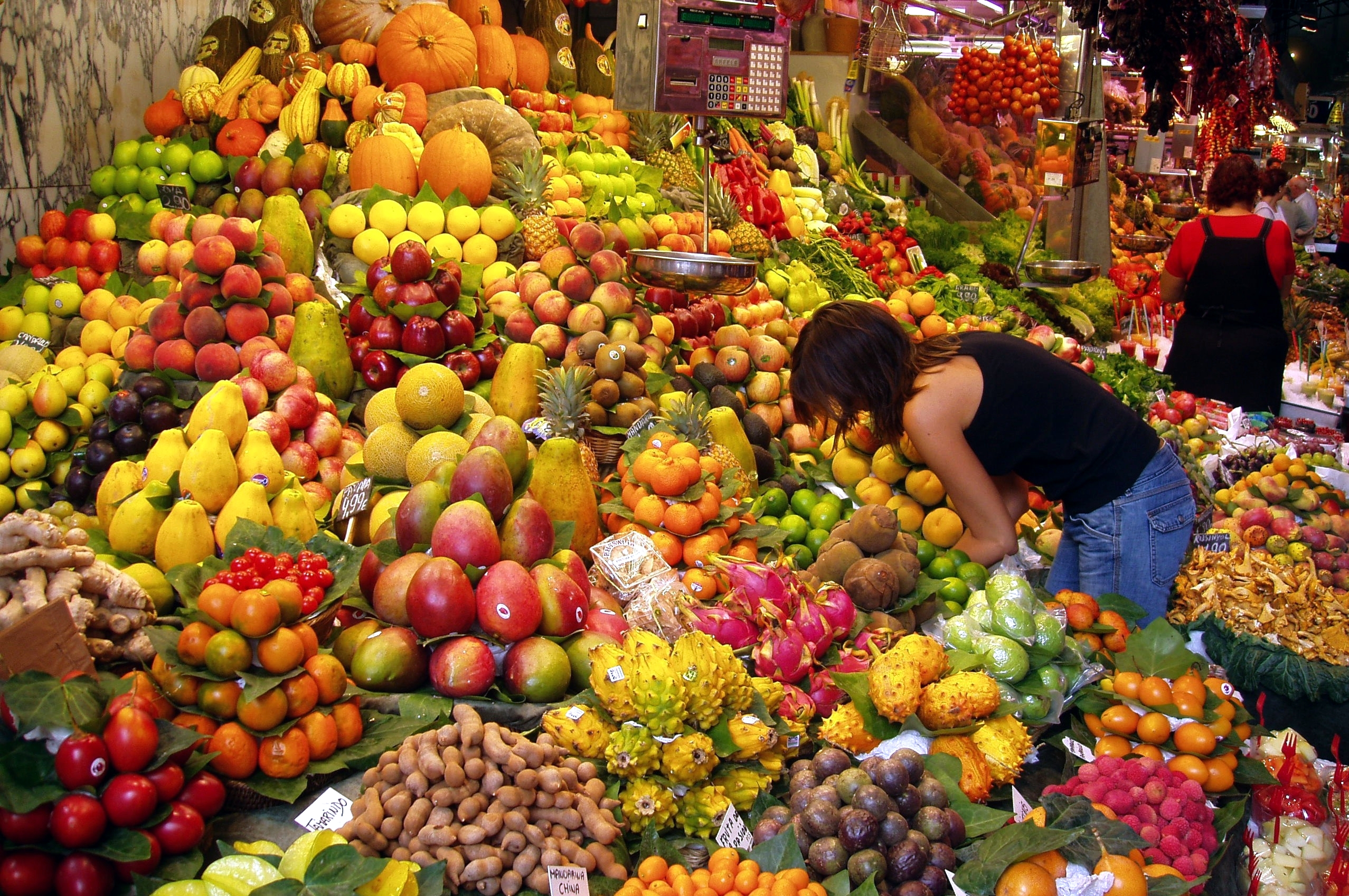
Một gian hàng bày bán các sản phẩm từ hoa màu

Hoa màu là một thuật ngữ tổng quát chỉ về một nhóm các sản phẩm nông nghiệp, hàng hoá nông sản được trồng trọt, canh tác, thu hoạch để sử dụng, mua bán, mà không phải là các loại cây lương thực, ngũ cốc như các loại trái cây và rau quả, hay các loại nấm như nấm rơm, nấm hương, mộc nhĩ…. Trong tiếng Anh, thuật ngữ này cũng thường ngụ ý rằng đây là các sản phẩm tươi và nói chung là được sử dụng trong tình trạng như nơi mà nó được thu hoạch. Trong các siêu thị hạn sử dụng cũng được niêm yết cho phần trái cây và rau quả được lưu giữ. Trong tiếng Việt, đây là cụm từ dùng chung cho các loại cây trồng như: rau, đậu và các loại cây ngắn ngày (trừ cây lương thực).

## Tổng quan
Các loại hoa màu nhìn chung là cây trồng kén chọn đất màu mỡ phì nhiêu và là những cây trồng ngắn ngày (rau, củ) thường được sử dụng để tăng vụ, xen canh, luân canh. Hoa màu có ý nghĩa quan trọng trong vấn đề cung cấp thực phẩm cho con người, nó bổ sung các chất dinh dưỡng, Vitamin, khoáng chất bên cạnh các cây lương thực, ngũ cốc, là thành phần bổ sung quan trọng cho cơ cấu bữa ăn.
Tại Hoa Kỳ, mặc dù hoa màu luôn có sẵn quanh năm, tuy nhiên các sản phẩm hoa màu tốt nhất và rẻ nhất thường năm trong những vụ mùa thu hoạch. Tại Việt Nam, một số nơi, ngoài cây lúa, hoa màu là nguồn thu nhập tương đối cao đối với nhiều hộ nông dân trong lúc nhàn rỗi. Nhiều hộ đã vươn lên khá giàu cũng từ nghề này., tuy vậy mùa màng, hoa màu ở nước này cũng thường xuyên bị đe dọa bởi thiên tai, lũ lụt.

## Hoa màu theo mùa

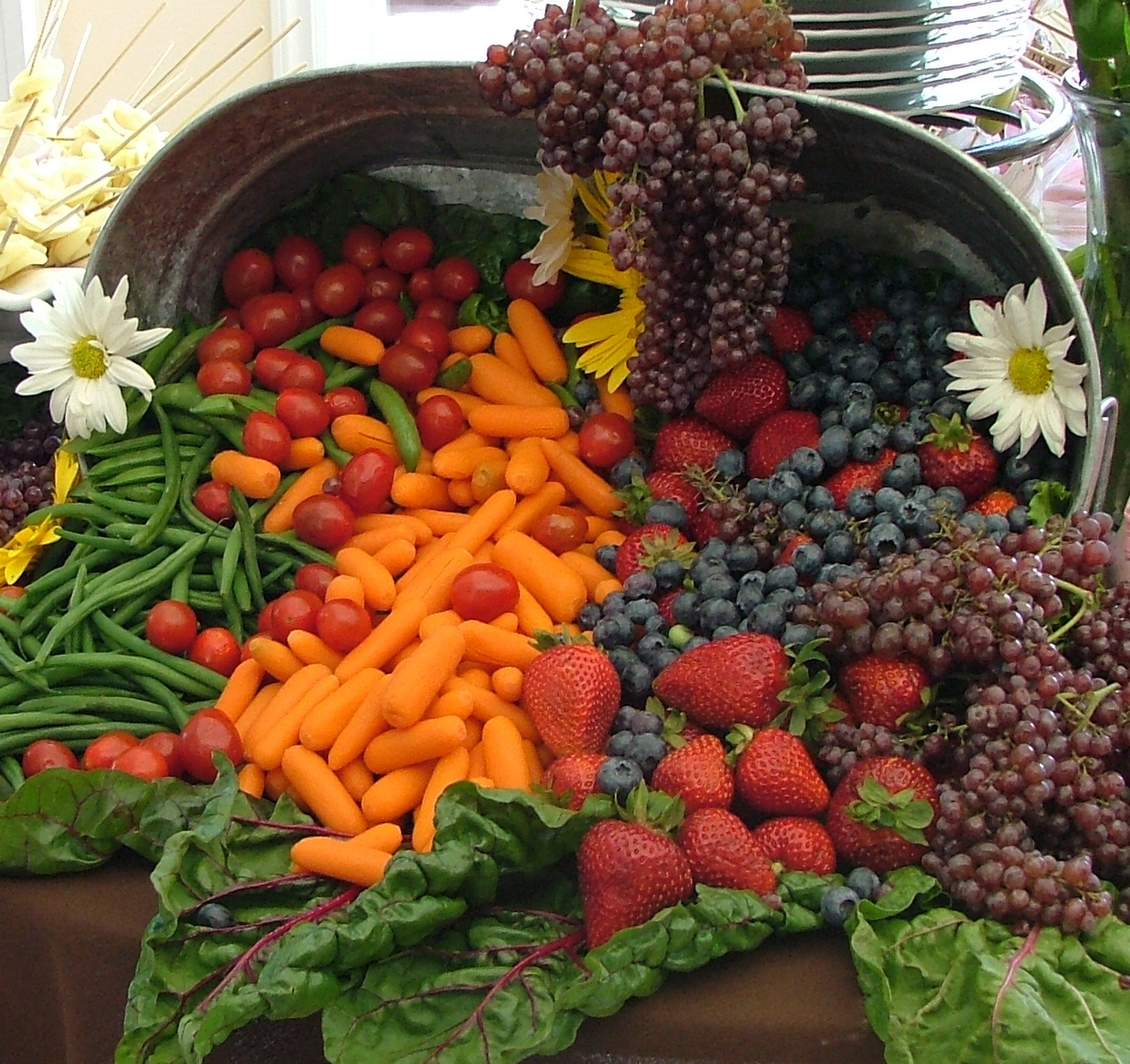
Các loại hoa màu thu hoạch được

Tính mùa vụ của sản phẩm phụ thuộc vào khu vực, thổ nhưỡng, địa hình, địa chất, khí hậu, thời tiết. Dưới đây là danh sách chung của hoa màu trồng theo mùa (tham chiếu đối với các loại hoa màu được trồng tại Hoa Kỳ).
- Vụ mùa vào mùa xuân: Gồm chuối, dứa, dâu tây, xoài. Rau, đậu Hà Lan và cải bắp, cải xanh, rau diếp, cải xoong. Ngoài ra còn có atisô, măng tây, bơ, khoai tây, đại hoàng.
- Vụ mùa vào mùa hè: Trái cây mùa hè bao gồm một số loại quả mọng (mâm xôi, việt quất, quất…) và quả mơ, đào và mận cũng như các loại dưa. Rau củ màu này bao gồm củ cải đường, ngô, dưa chuột, cà tím, đậu xanh, cà chua và bí xanh.
- Vụ mùa vào mùa thu: bao gồm táo, việt quất, nho, vả, lê, lựu. Rau củ vào mùa thu bao gồm nhiều giống cây trồng tự nhiên như bắp cải (bông cải xanh, cải Bru-xen, súp lơ và cải xoăn). Các loại rau củ như tỏi, gừng, khoai lang, bầu, bí, bí ngô, đậu Hà Lan….
- Vụ mùa vào mùa đông bao gồm cam, quýt, bưởi, chanh và lựu. Rau mùa đông bao gồm bắp cải, cải xoăn, tỏi tây. Ngoài ra một số loại củ cải, rau diếp, hành tây...

## Một số loại hoa màu
| Název         | Obrázek       | střed                              | Rostlina                                       | Čeleď, Rod                  |
| ------------- | ------------- | ---------------------------------- | ---------------------------------------------- | --------------------------- |
| Jablko        | Jablko        | Bản mẫu:Thể loại Commons v tabulce | Jabloň Malus                                   | růžovité rod jabloň         |
| Hruška        | Hruška        | Bản mẫu:Thể loại Commons v tabulce | Hrušeň Pyrus                                   | růžovité rod hrušeň         |
| Třešně        | Třešně        | Bản mẫu:Thể loại Commons v tabulce | Třešeň Prunus                                  | růžovité rod slivoň         |
| Višně         | Višně         | Bản mẫu:Thể loại Commons v tabulce | Višeň obecná Prunus cerasus                    | růžovité rod slivoň         |
| Švestka       | Švestka       | Bản mẫu:Thể loại Commons v tabulce | Slivoň švestka Prunus domestica                | růžovité rod slivoň         |
| Bluma         | Bluma         | Bản mẫu:Thể loại Commons v tabulce | Slivoň bluma Prunus domestica ssp. Italica     | růžovité rod slivoň         |
| Slíva         | Slíva         | Bản mẫu:Thể loại Commons v tabulce | Slivoň slíva Prunus domestica ssp. Insititia   | růžovité rod slivoň         |
| Mirabelka     | Mirabelka     | Bản mẫu:Thể loại Commons v tabulce | Slivoň mirabelka Prunus domestica ssp. Syriaca | růžovité rod slivoň         |
| Trnka         | Trnka         | Bản mẫu:Thể loại Commons v tabulce | Slivoň trnka Prunus spinosa                    | růžovité rod slivoň         |
| Meruňka       | Meruňka       | Bản mẫu:Thể loại Commons v tabulce | Meruňka obecná Prunus armeniaca                | růžovité rod slivoň         |
| Broskev       | Broskev       | Bản mẫu:Thể loại Commons v tabulce | Broskvoň obecná Prunus persica                 | růžovité rod slivoň         |
| Jeřabiny      | Jeřabiny      | Bản mẫu:Thể loại Commons v tabulce | Jeřáb ptačí Sorbus aucuparia                   | růžovité rod jeřáb          |
| Oskeruše      | Oskeruše      | Bản mẫu:Thể loại Commons v tabulce | Jeřáb oskeruše Sorbus domestica                | růžovité rod jeřáb          |
| Mandle        | Mandle        | Bản mẫu:Thể loại Commons v tabulce | Mandloň obecná Amygdalus communis              | růžovité rod slivoň         |
| Lískový ořech | Lískový ořech | Bản mẫu:Thể loại Commons v tabulce | Líska obecná Corylus avellana                  | břízovité rod líska         |
| Vlašský ořech | Vlašský ořech | Bản mẫu:Thể loại Commons v tabulce | Ořešák královský Juglans regia                 | ořešákovité rod ořešák      |
| Kaštan jedlý  | Kaštan jedlý  | Bản mẫu:Thể loại Commons v tabulce | Kaštanovník setý Castanea sativa               | bukovité rod kaštanovník    |
| Borůvka       | Borůvka       | Bản mẫu:Thể loại Commons v tabulce | Brusnice borůvka Vaccinium myrtillus           | vřesovcovité rod brusnice   |
| Brusinka      | Brusinka      | Bản mẫu:Thể loại Commons v tabulce | Brusnice brusinka Vaccinium vitis-idaea        | vřesovcovité rod brusnice   |
| Černý rybíz   | Černý rybíz   | Bản mẫu:Thể loại Commons v tabulce | Černý rybíz Ribes nigrum                       | meruzalkovité rod rybíz     |
| Červený rybíz | Červený rybíz | Bản mẫu:Thể loại Commons v tabulce | Červený rybíz Ribes rubrum                     | meruzalkovité rod rybíz     |
| Bílý rybíz    | Bílý rybíz    | Bản mẫu:Thể loại Commons v tabulce | Bílý rybíz Ribes glandulosum                   | meruzalkovité rod rybíz     |
| Angrešt       | Angrešt       | Bản mẫu:Thể loại Commons v tabulce | Srstka angrešt Ribes uva-crispa                | meruzalkovité rod meruzalka |
| Hrozny        | Hroznové víno | Bản mẫu:Thể loại Commons v tabulce | Réva vinná Vitis vinifera                      | révovité rod réva           |
| Malina        | Malina        | Bản mẫu:Thể loại Commons v tabulce | Ostružiník maliník Rubus idaeus                | růžovité rod ostružiník     |
| Ostružina     | Ostružina     | Bản mẫu:Thể loại Commons v tabulce | Ostružiník Rubus                               | růžovité rod ostružiník     |
| Jahoda        | Jahoda        | Bản mẫu:Thể loại Commons v tabulce | Jahodník Fragaria                              | růžovité rod jahodník       |

| Název            | Obrázek          | střed                              | Rostlina                              | Čeleď, Rod                     |
| ---------------- | ---------------- | ---------------------------------- | ------------------------------------- | ------------------------------ |
| Pomeranč         | Pomeranč         | Bản mẫu:Thể loại Commons v tabulce | Pomerančovník pravý Citrus chinensis  | routovité rod citrus           |
| Mandarinka       | Mandarinka       | Bản mẫu:Thể loại Commons v tabulce | Mandarinka obecná Citrus reticulata   | routovité rod citrus           |
| Citron           | Citron           | Bản mẫu:Thể loại Commons v tabulce | Citronovníku Citrus limon             | routovité rod citrus           |
| Grapefruit       | Grapefruit       | Bản mẫu:Thể loại Commons v tabulce | Citrus paradisi Citrus paradisi       | routovité rod citrus           |
| Pomelo           | Pomelo           | Bản mẫu:Thể loại Commons v tabulce | Citrus maxima Citrus maxima           | routovité rod citrus           |
| Banán            | Banán            | Bản mẫu:Thể loại Commons v tabulce | Banánovník Musa                       | banánovníkovité rod banánovník |
| Kiwi             | Kiwi             | Bản mẫu:Thể loại Commons v tabulce | Aktinídie ovocná Actinidia deliciosa  | aktinidiovité rod aktinidie    |
| Datle            | Datle            | Bản mẫu:Thể loại Commons v tabulce | Datlovník pravý Phoenix dactylifera   | arekovité rod datlovník        |
| Durian           | Durian           | Bản mẫu:Thể loại Commons v tabulce | Durian cibetkový Durio zibethinus     | slézovité rod durian           |
| Fík              | Fík              | Bản mẫu:Thể loại Commons v tabulce | Fíkovník Ficus                        | morušovníkovité rod fíkovník   |
| Granátové jablko | Granátové jablko | Bản mẫu:Thể loại Commons v tabulce | Granátovník obecný Punica granatum    | kyprejovité rod granátovník    |
| Kaki             | Kaki             | Bản mẫu:Thể loại Commons v tabulce | Tomel japonský Diospyros kaki         | ebenovité rod tomel            |
| Karambola        | Karambola        | Bản mẫu:Thể loại Commons v tabulce | Malajská hvězda Averrhoa carambola    | šťavelovité rod averrhoa       |
| Kdoule           | Kdoule           | Bản mẫu:Thể loại Commons v tabulce | Kdouloň obecná Cydonia oblonga        | růžovité rod kdouloň           |
| Liči             | Liči             | Bản mẫu:Thể loại Commons v tabulce | Liči čínské Litchi chinensis          | mýdelníkovité rod liči         |
| Mango            | Mango            | Bản mẫu:Thể loại Commons v tabulce | Mangovník Mangifera                   | ledvinovníkovité rod mangovník |
| Avokádo          | Avokádo          | Bản mẫu:Thể loại Commons v tabulce | Hruškovec přelahodný Persea americana | vavřínovité rod hruškovec      |
| Oliva            | Oliva            | Bản mẫu:Thể loại Commons v tabulce | Olivovník Olea                        | olivovníkovité rod olivovník   |
| Papája           | Papája           | Bản mẫu:Thể loại Commons v tabulce | Papája obecná Carica papaya           | papájovité rod papája          |